# 北欧群 (衛星)
北欧群（ほくおうぐん、Norse group）とは、土星の外部衛星のうち、逆行軌道を持つグループである。 軌道長半径は1200万〜2400万km、軌道傾斜角は 136°〜175°、軌道離心率は 0.13〜0.55 程度と幅広く分布している。
北欧群という名前は、国際天文学連合 (IAU) の命名委員会で、このグループの衛星が北欧神話に関する名前（概ね巨人族）に因んで命名されていることに由来する。例外はギリシア神話に由来するフェーベであるが、これは発見時期に相当な開きがあるためである（フェーベの発見は1899年、他の全ては2000年以降）。

## 概要

土星の不規則衛星の軌道要素を示した図。横軸は軌道長半径、縦軸は軌道傾斜角である。黄色の線は近土点から遠土点までを表しており、軌道離心率の大きさに対応している。北欧群は逆行衛星の集まりであり、図の下半分に広く分布している。

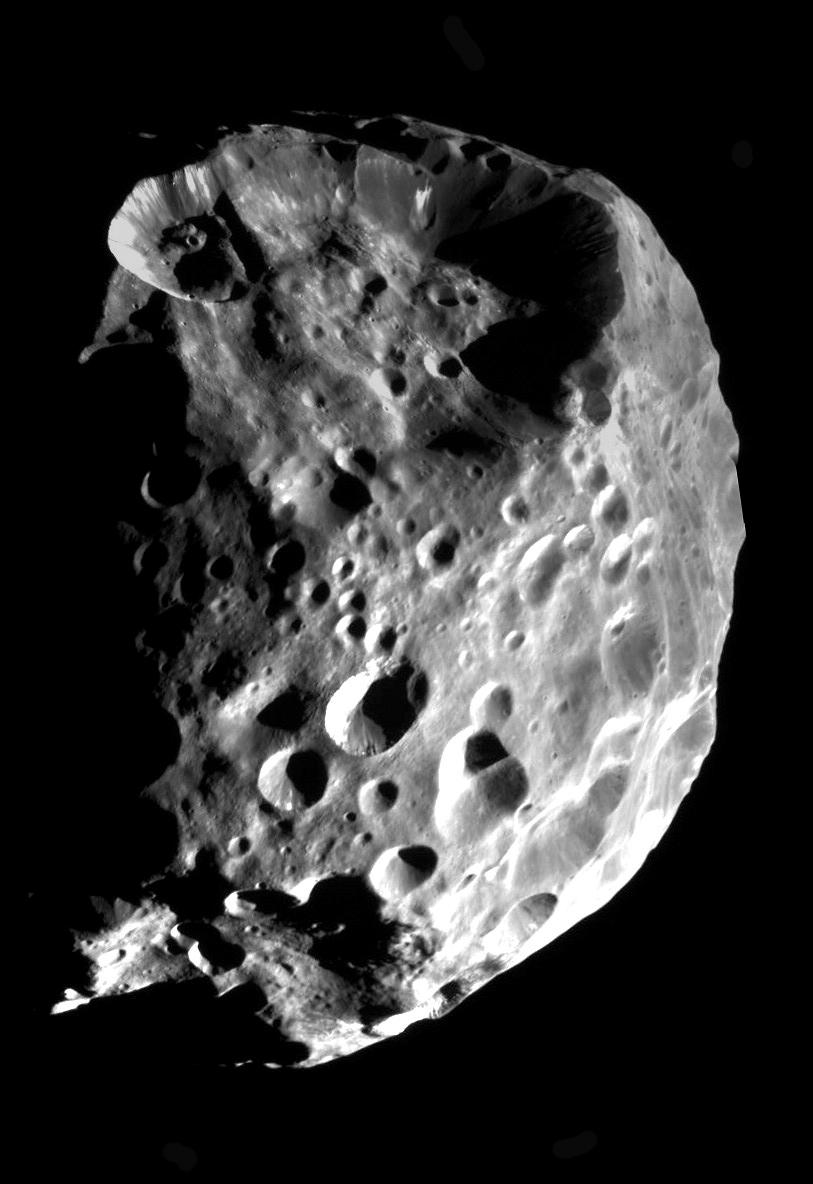
北欧群の最大の衛星フェーベ。

北欧群の特徴は、イヌイット群、ガリア群とは異なり、軌道要素のばらつきが大きいことである。北欧群の衛星の中には、より軌道要素が近い衛星でサブグループ (下位群) を形成しているものがある。例えば、軌道傾斜角が 174° 前後に集まっているものは、少なくとも2つのサブグループを形成する。
2018年現在、確定番号が与えられていない衛星も含めると北欧群に属する天体は46個発見されている。このうち12個の衛星が下位群としてスカジ群を構成する（軌道長半径15～20Gm（1500万km～2000万km）、軌道傾斜角147～158°）。また、ナルビとベストラなど3個の衛星も下位群（ナルビ群）を構成すると考えられている（軌道長半径1937～1996万km、軌道傾斜角137～147°）。

## 属する衛星の一覧
- フェーベ
- S/2007 S 2
- S/2004 S 37
- グレイプ (S/2006 S 4)
- S/2004 S 13
- S/2004 S 17
- ムンディルファリ (S/2000 S 9)
- ヤルンサクサ (S/2006 S 6)
- S/2004 S 20
- スットゥングル (S/2000 S 12)
- S/2004 S 12
- S/2004 S 27
- S/2004 S 7
- ハティ (S/2004 S 14)
- S/2004 S 22
- スリュムル (S/2000 S 7)
- S/2004 S 25
- エーギル (S/2004 S 10)
- S/2004 S 23
- S/2004 S 28
- S/2004 S 35
- フェンリル (S/2004 S 16)
- スルト (S/2006 S 7)
- S/2004 S 39
- ユミル (S/2000 S 1)
- S/2007 S 3
- ロゲ (S/2006 S 5)
- S/2004 S 33
- S/2004 S 34
- フォルニョート (S/2004 S 8)
- S/2004 S 26

### スカジ群
- スカジ (S/2000 S 8)
- スコル (S/2006 S 8)
- ヒュロッキン (S/2004 S 19)
- S/2006 S 1
- ベルゲルミル (S/2004 S 15)
- ファールバウティ (S/2004 S 9)
- S/2004 S 30
- S/2006 S 3
- S/2004 S 32
- カーリ (S/2006 S 2)
- S/2004 S 38
- S/2004 S 21

### ナルビ群
- ナルビ (S/2003 S 1)
- ベストラ (S/2004 S 18)
- S/2004 S 36

## 物理的特徴と起源
北欧群に属する衛星は似た軌道要素を持っていることから、かつての母天体が衝突によって破壊され、その際に生成された破片からなっていると考えられる。破片に起源を持つ小さい衛星が形成された際、土星の周囲にまだガスやチリが残留していた場合、衛星はそれらとの相互作用によって土星の方向へと落下してしまう。北欧群を構成する天体が現在も似た軌道要素で土星を公転しているということは、これらの衛星が形成された際には既に土星の周囲からはガスやチリが失われていたと考えられる。